# Liste der Mitglieder des Senats im 25. Kongress der Vereinigten Staaten
Die Senatoren im 25. Kongress der Vereinigten Staaten wurden zu einem Drittel 1836 und 1837 neu gewählt. Vor der Verabschiedung des 17. Zusatzartikels 1913 wurde der Senat nicht direkt gewählt, sondern die Senatoren wurden von den Parlamenten der Bundesstaaten bestimmt. Jeder Staat wählt zwei Senatoren, die unterschiedlichen Klassen angehören. Die Amtszeit beträgt sechs Jahre, alle zwei Jahre wird für die Sitze einer der drei Klassen gewählt. Zwei Drittel des Senats bestehen daher aus Senatoren, deren Amtszeit noch andauert.
Die Amtszeit des 25. Kongresses ging vom 4. März 1837 bis zum 3. März 1839. Seine erste Tagungsperiode fand vom 4. September bis zum 16. Oktober 1837 in Washington, D.C. statt, die zweite Periode vom 4. Dezember 1837 bis zum 9. Juli 1838 und die dritte vom 3. Dezember 1838 bis zum 3. März 1839. Vorher fand bereits vom 4. bis zum 10. März 1837 eine Sondersitzung statt.

## Zusammensetzung und Veränderungen
Nach dem Zerfall des First Party Systems in der Folge der Präsidentschaftswahl 1824 sammelten sich die Anhänger Andrew Jacksons in der bis heute bestehenden Demokratische Partei, aus der Anti-Jackson-Faktion entstand schließlich die United States Whig Party. Im 24. Kongress saßen am Ende seiner Amtszeit 31 Jacksonians/Demokraten, 19 Anti-Jacksonians/Whigs sowie zwei Nullifier im Senat. Von den Nullifiern schloss sich einer den Demokraten an, einer den Whigs. Bei den Wahlen 1836 und 1837 konnten die Demokraten drei Sitze gewinnen, die bisher von Jackson-Gegnern gehalten wurden, so dass sie ihre Mehrheit auf 35 gegen 17 Whigs ausbauen konnten. Durch Nachwahlen verloren die Demokraten einen Sitz an die Whigs, konnten einen anderen aber wieder zurückgewinnen. Da ein Senator der Whigs unmittelbar vor Ende des Kongresses zurücktrat, lag die Mehrheit zum Ende des 25. Kongresses bei 35 Demokraten gegen 16 Whigs, ein Sitz war vakant.

## Spezielle Funktionen
Nach der Verfassung der Vereinigten Staaten ist der Vizepräsident der Vorsitzende des Senats, ohne ihm selbst anzugehören. Bei Stimmengleichheit gibt seine Stimme den Ausschlag. Während des 25. Kongresses war Richard M. Johnson Vizepräsident. Im Gegensatz zur heutigen Praxis leitete der Vizepräsident bis ins späte 19. Jahrhundert tatsächlich die Senatssitzungen. Ein Senator wurde zum Präsidenten pro tempore gewählt, der bei Abwesenheit des Vizepräsidenten den Vorsitz übernahm. Vom 7. März bis zum 3. September 1837 war William R. King Präsident pro tempore, er versah das Amt auch vom 13. Oktober bis zum 3. Dezember 1837, vom 2. Juli bis zum 18. Dezember 1838 sowie vom 25. Februar bis zum Ende des Kongresses am 3. März 1839 und weiter im 26. Kongress bis zum 1. Dezember 1839.

## Liste der Senatoren
Unter Partei ist vermerkt, ob ein Senator der Demokratischen Partei oder der Whig Party angehörte. Unter Staat sind die Listen der Senatoren des jeweiligen Staats verlinkt. Die reguläre Amtszeit richtet sich nach der Senatsklasse: Senatoren der Klasse I waren bis zum 3. März 1839 gewählt, die der Klasse II bis zum 3. März 1841 und die der Klasse III bis zum 3. März 1843. Das Datum gibt an, wann der entsprechende Senator in den Senat aufgenommen wurde, eventuelle frühere Amtszeiten nicht berücksichtigt. Unter Sen. steht die fortlaufende Nummer der Senatoren in chronologischer Ordnung, je niedriger diese ist, umso größer ist in der Regel die Seniorität des Senators. Die Tabelle ist mit den Pfeiltasten sortierbar.
| Senator                | Partei   | Staat          | Klasse | Datum         | Sen. | Anmerkung                                                     |
| ---------------------- | -------- | -------------- | ------ | ------------- | ---- | ------------------------------------------------------------- |
| William R. King        | Demokrat | Alabama        | II     | 14. Dez. 1819 | 232  | Präsident pro tempore                                         |
| John McKinley          | Demokrat | Alabama        | III    | 4. März 1837  | 284  | trat am 22. April 1837 zurück früher im 19. bis 22. Kongress  |
| Clement C. Clay        | Demokrat | Alabama        | III    | 19. Juni 1837 | 365  | gewählt als Nachfolger von McKinley                           |
| William Savin Fulton   | Demokrat | Arkansas       | II     | 18. Sep. 1836 | 349  |                                                               |
| Ambrose H. Sevier      | Demokrat | Arkansas       | III    | 18. Sep. 1836 | 350  |                                                               |
| John Milton Niles      | Demokrat | Connecticut    | I      | 14. Dez. 1835 | 344  |                                                               |
| Perry Smith            | Demokrat | Connecticut    | III    | 4. März 1837  | 361  |                                                               |
| Richard H. Bayard      | Whig     | Delaware       | I      | 17. Juni 1836 | 348  |                                                               |
| Thomas Clayton         | Whig     | Delaware       | II     | 9. Jan. 1837  | 258  | früher im 18. und 19. Kongress                                |
| John Pendleton King    | Demokrat | Georgia        | II     | 21. Nov. 1833 | 332  | trat am 1. November 1837 zurück                               |
| Wilson Lumpkin         | Demokrat | Georgia        | II     | 22. Nov. 1837 | 366  | gewählt als Nachfolger von King                               |
| Alfred Cuthbert        | Demokrat | Georgia        | III    | 12. Jan. 1835 | 338  |                                                               |
| John M. Robinson       | Demokrat | Illinois       | II     | 11. Dez. 1830 | 306  |                                                               |
| Richard M. Young       | Demokrat | Illinois       | III    | 4. März 1837  | 363  |                                                               |
| John Tipton            | Demokrat | Indiana        | I      | 3. Jan. 1832  | 320  |                                                               |
| Oliver H. Smith        | Whig     | Indiana        | III    | 4. März 1837  | 360  |                                                               |
| John J. Crittenden     | Whig     | Kentucky       | II     | 4. März 1835  | 206  | früher im 15. Kongress                                        |
| Henry Clay             | Whig     | Kentucky       | III    | 10. Nov. 1831 | 270  | früher im 9. und 11. Kongress                                 |
| Robert C. Nicholas     | Demokrat | Louisiana      | II     | 13. Jan. 1836 | 346  |                                                               |
| Alexander Mouton       | Demokrat | Louisiana      | III    | 12. Jan. 1837 | 355  |                                                               |
| Reuel Williams         | Demokrat | Maine          | I      | 4. März 1837  | 362  |                                                               |
| John Ruggles           | Demokrat | Maine          | II     | 20. Jan. 1835 | 339  |                                                               |
| Joseph Kent            | Whig     | Maryland       | I      | 4. März 1833  | 325  | starb am 24. November 1837                                    |
| William D. Merrick     | Whig     | Maryland       | I      | 4. Jan. 1838  | 367  | gewählt als Nachfolger von Kent                               |
| John S. Spence         | Whig     | Maryland       | III    | 31. Dez. 1836 | 354  |                                                               |
| Daniel Webster         | Whig     | Massachusetts  | I      | 17. Dez. 1827 | 291  |                                                               |
| John Davis             | Whig     | Massachusetts  | II     | 4. März 1835  | 340  |                                                               |
| Lucius Lyon            | Demokrat | Michigan       | I      | 26. Jan. 1837 | 356  |                                                               |
| John Norvell           | Demokrat | Michigan       | II     | 26. Jan. 1837 | 357  |                                                               |
| John Black             | Whig     | Mississippi    | I      | 12. Nov. 1832 | 321  | trat am 22. Januar 1838 zurück                                |
| James F. Trotter       | Demokrat | Mississippi    | I      | 22. Jan. 1838 | 368  | ernannt als Nachfolger von Black trat am 10. Juli 1838 zurück |
| Thomas H. Williams     | Demokrat | Mississippi    | I      | 12. Nov. 1838 | 370  | ernannt und gewählt als Nachfolger von Trotter                |
| Robert J. Walker       | Demokrat | Mississippi    | II     | 4. März 1835  | 342  |                                                               |
| Thomas Hart Benton     | Demokrat | Missouri       | I      | 10. Aug. 1821 | 247  |                                                               |
| Lewis F. Linn          | Demokrat | Missouri       | III    | 25. Okt. 1833 | 331  |                                                               |
| Henry Hubbard          | Demokrat | New Hampshire  | II     | 4. März 1835  | 341  |                                                               |
| Franklin Pierce        | Demokrat | New Hampshire  | III    | 4. März 1837  | 359  |                                                               |
| Samuel L. Southard     | Whig     | New Jersey     | I      | 4. März 1833  | 241  | früher im 16. bis 17. Kongress                                |
| Garret D. Wall         | Demokrat | New Jersey     | II     | 4. März 1835  | 343  |                                                               |
| Nathaniel P. Tallmadge | Demokrat | New York       | I      | 4. März 1833  | 330  |                                                               |
| Silas Wright           | Demokrat | New York       | III    | 4. Jan. 1833  | 324  |                                                               |
| Bedford Brown          | Demokrat | North Carolina | II     | 9. Dez. 1829  | 301  |                                                               |
| Robert Strange         | Demokrat | North Carolina | III    | 5. Dez. 1836  | 351  |                                                               |
| Thomas Morris          | Demokrat | Ohio           | I      | 4. März 1833  | 326  |                                                               |
| William Allen          | Demokrat | Ohio           | III    | 4. März 1837  | 358  |                                                               |
| Samuel McKean          | Demokrat | Pennsylvania   | I      | 7. Dez. 1833  | 334  |                                                               |
| James Buchanan         | Demokrat | Pennsylvania   | III    | 6. Dez. 1834  | 337  |                                                               |
| Asher Robbins          | Whig     | Rhode Island   | I      | 28. Okt. 1825 | 275  |                                                               |
| Nehemiah R. Knight     | Whig     | Rhode Island   | II     | 9. Jan. 1821  | 240  |                                                               |
| John C. Calhoun        | Demokrat | South Carolina | II     | 29. Dez. 1832 | 323  |                                                               |
| William C. Preston     | Whig     | South Carolina | III    | 26. Nov. 1833 | 333  |                                                               |
| Felix Grundy           | Demokrat | Tennessee      | I      | 19. Okt. 1829 | 300  | trat am 4. Juli 1838 zurück                                   |
| Ephraim H. Foster      | Whig     | Tennessee      | I      | 17. Sep. 1838 | 369  | gewählt als Nachfolger von Grundy trat am 3. März 1839 zurück |
| Hugh Lawson White      | Whig     | Tennessee      | II     | 28. Okt. 1825 | 274  |                                                               |
| Benjamin Swift         | Whig     | Vermont        | I      | 4. März 1833  | 329  |                                                               |
| Samuel Prentiss        | Whig     | Vermont        | III    | 4. März 1831  | 314  |                                                               |
| William C. Rives       | Demokrat | Virginia       | I      | 4. März 1836  | 322  | früher im 22. und 23. Kongress                                |
| Richard E. Parker      | Demokrat | Virginia       | II     | 12. Dez. 1836 | 353  | trat am 13. März 1837 zurück                                  |
| William H. Roane       | Demokrat | Virginia       | II     | 14. März 1837 | 364  | gewählt als Nachfolger von Parker                             |